# Doença de Behçet
A doença de Behçet é uma vasculite sistémica (inflamação dos vasos sanguíneos de pequeno e grande calibre. Não é contagiosa. É uma afecção crónica causada por perturbações no sistema imunitário em pessoas com predisposição genética. O sistema imunitário, que por norma protege o organismo humano de agentes estranhos e infecções, produzindo inflamações controladas, torna-se hiperactivo e passa a produzir inflamações imprevisíveis, exageradas e descontroladas. No caso da doença de Behçet estas inflamações podem afectar qualquer estrutura do organismo humano.
Caracteriza-se por úlceras orais e/ou genitais recorrentes, inflamação dos olhos (uveíte) e lesões cutâneas. Também pode afectar as articulações, todo o tipo de vasos, pulmões, Sistema Nervoso Central e tracto digestivo.
A doença ocorre com mais frequência no médio oriente, é mais comum em populações residentes ao longo da histórica Rota da Seda, que se estende da Ásia Oriental à bacia do Mediterrâneo, dai o porquê de muitos a chamarem de Doença da Rota da Seda, mas também ocorre nos Estados Unidos da América, América do sul e no norte da Europa.
As diferenças regionais são um facto bem conhecido na Doença de Behçet, por exemplo a frequência de lesões gastrointestinais é elevada nos casos reportados no Japão mas são raras nas populações da Europa e do Mediterrâneo. Similarmente, as lesões pulmonares são raras no Japão mas mais frequentes na Europa.
A incidência por sexo da doença varia de país para país, os homens são mais afectados que as mulheres na Turquia e países árabes, e a proporção é usualmente duas a três vezes mais comum em homens, enquanto que no Japão e em alguns países europeus as mulheres são mais afectadas. Existem casos reportados na mesma família, mas são raros. A Doença de Behçet pode afectar homens e mulheres de todas as idades, mas desenvolve-se mais frequentemente entre os 20 e aos 40 anos.
Os cientistas não sabem a causa exacta da Doença de Behçet, mas está a ser feito um trabalho exaustivo. A maioria dos sintomas são causados por inflamações dos vasos sanguíneos. A inflamação é uma reacção típica do organismo quando existe uma lesão ou doença e é caracterizada por quatro processos: inchaço, rubor (vermelhidão), calor e dor. Os médicos pensam que a reacção autoimune pode causar a inflamação dos vasos sanguíneos, mas não sabem o que desencadeia a reacção. Normalmente o sistema imunitário protege o organismo de doenças e infecções atacando germes e vírus, mas quando uma reacção autoimune se desenvolve o sistema imunitário ataca e danifica os seus próprios tecidos.
Os médicos acreditam na existência de dois factores importantes para desenvolver Doença de Behçet. Em primeiro lugar, acredita-se que algumas anormalidades do sistema imunitário tornam algumas pessoas susceptíveis à doença, os cientistas crêem que esta susceptibilidade pode ser herdada; ou seja, que pode ser devida a um ou mais genes específicos (mas isto não significa que seja transmitida como uma doença hereditária). Em segundo, alguma coisa no ambiente, possivelmente uma bactéria ou vírus, pode desencadear ou activar a doença em pessoas susceptíveis.
A Doença de Behçet não é infecciosa nem cancerosa nem está relacionada com o HIV. Não é transmissível de pessoa para pessoa.
A Doença de Behçet afecta as pessoas de forma diferente. Alguns pacientes têm apenas sintomas menores, tais como dores ou úlceras orais e/ou genitais. Outros têm manifestações mais severas. Os sintomas podem durar por muito tempo ou podem ir e vir em poucas semanas, as fases ou episódios em que os sintomas se manifestam activos designam-se por crises. Os sintomas podem variar de crise para crise.

## Sintomas
Os sintomas mais comuns na Doença de Behçet são:

### Úlceras Orais
Quase todos os doentes com Behçet sofrem de úlceras (aftas) orais, idênticas às que ocorrem em muitas pessoas que não são afectadas pela doença. Estas úlceras são normalmente dolorosas, isoladas ou múltiplas, tornando a alimentação difícil; podem reaparecer ocasionalmente ou frequentemente. Estas lesões podem afetar a língua ou qualquer parte da mucosa da boca e garganta. São frequentemente o primeiro sintoma que se nota e podem ocorrer muito tempo antes de qualquer outro sintoma se manifestar. As úlceras têm normalmente um bordo vermelho e podem aparecer várias ao mesmo tempo. Chamam-se "minor" se forem menores do que 1 cm e "major" se forem maiores do que 1 cm. Aquelas saram em 1 a 2 semanas e estas, maiores, podem demorar mais tempo a sarar deixando, por vezes, cicatriz. A úlceras múltiplas e de dimensões milimétricas chamamos herpetiformes.

### Úlceras Genitais
As úlceras genitais afectam mais de metade das pessoas com Doença de Behçet, nos homens estas são mais comuns no escroto e nas mulheres, na vulva. Em ambos os sexos podem aparecer lesões em redor do ânus e na mucosa circundante. As feridas parecem semelhantes às úlceras orais e podem ser extremamente dolorosas. Podem causar cicatriz.

### Lesões da pele
Estas são um sintoma comum da doença. As lesões cutâneas são frequentemente vermelhas ou semelhantes a altos cheios de pus ou como hematomas. Estas lesões são vermelhas e altas, e aparecem tipicamente nas pernas. Em algumas pessoas, estas lesões ou machucados podem aparecer quando a pele é arranhada ou picada. Quando os médicos suspeitam que uma pessoa possa ter Behçet podem realizar um teste chamado teste da patergia, no qual a pele é perfurada com uma agulha estéril; um ou dois dias depois do teste, as pessoas com Doença de Behçet podem desenvolver um hematoma/alto vermelho onde a pele foi perfurada. Mas parece que só metade dos pacientes do Oriente tem essa reacção. Ela ocorre com muito pouca frequência no Reino Unido e nos Estados Unidos da América, mas se esta reacção ocorrer é provável a presença de Behçet.

### Inflamação Ocular (Uveite)
O envolvimento ocular consiste na inflamação da parte média ou posterior do olho (uvea) incluindo a íris, e ocorre em mais de metade dos pacientes com Doença de Behçet. A inflamação ocular pode provocar o enevoar/desfocar da visão, flutuadores/moscas volantes (pontos que parecem flutuar através do campo de visão), raramente, pode causar dor e vermelhidão. Porque pode ocorrer perda de visão se a inflamação persistir, estes sintomas devem ser reportados imediatamente aos seus médicos, por forma a iniciar o tratamento o mais rápido possível. Somando a estes sintomas a Doença de Behçet pode também causar articulações dolorosas, coágulos sanguíneos, e inflamação no Sistema Nervoso Central e órgãos digestivos.

## Tratamento
O tratamento atual tem como objetivo aliviar os sintomas, reduzir a inflamação e controlar o sistema imunológico. Não possui cura, mas pode melhorar com o tempo. A terapia com corticosteróides em altas doses é usada para as manifestações severas da doença. A terapia anti-Factor de necrose tumoral, como o infliximab, mostrou-se promissora no tratamento da uveíte associada à doença. Outro agente anti-TNF, etanercept, pode ser útil em pessoas com sintomas de pele e das mucosas. A colchicina pode ser útil para tratar algumas úlceras genitais, eritema nodoso e artrite.
A inflamação ocular, especialmente quando há compromisso do nervo óptico, pode evoluir mal mesmo com tratamento imunossupressor causando perda visual progressiva. A uveite anterior tem melhor prognóstico e resposta terapêutica que a posterior.